# 安藝家友
安藝 家友（あき いえとも、永禄5年（1562年） - 寛永11年（1634年）10月）は、戦国時代の武将。土佐国の国人。通称は「三郎左衛門」。土佐和紙の創業者。贈従五位。安藝喜代香の先祖。

## 来歴

### 生い立ち
永禄5年（1562年）、土佐国安藝郡の安藝城主・安藝國虎の次男として生れる。幼名は鉄之助。のち三郎左衛門と改めた。母は一條房基娘。

### 安藝氏の没落
永禄12年（1569年）7月、長曽我部元親が7000の兵を率いて安藝郡を攻めた。父・國虎は、5000の兵を率いて防備を固めたが八流の戦いで大敗、安藝城にて籠城したが同年8月11日（9月21日）に菩提寺の浄貞寺で自害した。家友の母は保護されて土佐一条氏に送り返されたが、家友（8歳）は兄の千壽丸（12歳）と共に家臣の畑山元氏に託されて、阿波国三好存保の家臣・矢野備後守のもとへ逃がれた。兄・千壽丸は、備後守の娘を娶り「矢野又六」と称し、妻の亡後には赤沢宗伝の娘を娶った。天正10年（1582年）に仇敵・長曽我部元親が阿波国へ侵攻すると、同年8月26日（9月12日）、中富川の戦いで討死した。

### 製紙を学ぶ
ほどなく家友は土佐に戻り、十六村成山に居を構えると、初め彦兵衛、のち新之丞という者から製紙を学び「七色紙」を創始し、これをもって業とした。
慶長6年（1601年）、山内一豊の土佐入領に際し、自製の「七色紙」を献上。その功により給田一町歩と幡多郡代官役、並に御用紙方役に任命され、製紙の技法向上に務めた。家友の創始した紙は「土佐紙」として特別の保護を受け、安藝家は以後代々幡多郡代官役と御用紙方役に任ぜられ十六村成山に住した。

### 顕彰と贈位
寛永11年（1634年）、死去、享年73。その後も「土佐和紙中興の祖」として仰がれ、大正8年（1919年）11月15日、政府より勧業殖産の功により従五位を追贈されている。

## 家族
- 祖父：安藝元泰（生年不詳 - 1544年）
- 祖母：不詳
  - 父：安藝國虎（1530年 - 1569年）
  - 母：一條房基娘
    - 兄：安藝千寿丸（矢野又六）
    - 兄嫁：矢野備後守娘
    - 本人：安芸家友（贈従五位[2]）
      - 子孫：安藝喜代香

## 補註
1. ↑  『高知県人名事典』に載せる「1671年（寛文11年）10月歿」の説は、墓碑の「寛永11年」を「寛文11年」と誤読したことに起因する誤り。
2. 1 2 3  『昭和大礼贈位書類第二十七冊（雑部8-25）』安藝喜代香 項　昭和3年（1928年）
3. ↑  『贈位諸賢伝 増補版 上』 特旨贈位年表 p.48-49
4. 1 2 3 4   安藝元清所有 - 伝安藝三郎左衛門墓地及び板卒塔婆形五輪塔
5. 1 2 3 4  『土佐名家系譜』寺石正路編、高知教育会、昭和17年（1942年）71-80頁
6. ↑   矢野虎村の子。
7. ↑  『高知県人名事典』高知県人名事典編集委員会編、高知市民図書館、昭和46年（1971年）12月20日、1頁